# Magomied Musajew
Magomied Sawarbiekowicz Musajew (ros. Магомед Саварбекович Мусаев; ur. 11 marca 1989) – kirgiski zapaśnik w stylu wolnym. Dwukrotny olimpijczyk. Siódmy w Londynie 2012 w wadze 96 kg i dziewiąty w Rio de Janeiro 2016 w kategorii kategorii 97 kg.
Dziewiąty na mistrzostwach świata w 2015 i 2019. Wicemistrz igrzysk azjatyckich w 2014 i 2018. Zdobył pięć medali w mistrzostwach Azji w latach 2012 - 2017. Siódmy na Uniwersjadzie w 2013 roku.